# Marie Sofie ze Stadion-Thannhausenu
Marie Sofie Terezie ze Stadion-Thannhausenu (3. února 1819 Vídeň – 2. února 1873 tamtéž) byla česká šlechtična, manželka Zdeňka ze Šternberka a tedy i předek současných členů rodu Šternberků.

## Život
Komtesa Marie Sofie ze Stadion-Thannhausenu se narodila 3. února 1819 ve Vídni. Byla třetím potomkem hraběte Jana Filipa ze Stadion-Thannhausenu (1780-1839) a jeho manželky Marie Kunhuty, hraběnky Kesselstattové (1794-1872).
Kromě starší sestry Sofie (1816–1874) a staršího bratra Karla Fridricha (1817–1898) měla ještě mladší sourozence Annu Marii (1820–1870) a Eduarda, který se, na rozdíl od staršího Karla Fridricha, oženil a měl potomky. Nicméně, krom těchto pěti dětí měla Marie Kunhuta a Filip dalších pět, které ale zemřely v brzkém věku. Během svého dětství pobývala jak v Čechách, tak v rodné Vídni.
V létě roku 1845 byla zasnoubena s o několik let starším Zdeňkem ze Šternberka (1813–1900), pravděpodobně šlo o sňatek domluvený rodinou, avšak podle pozdějších dopisů mezi manželi lze soudit, že bylo manželství harmonické. Manželská smlouva byla uzavřena 14. července 1845. Krom podpisu manželů, matky nevěsty a otce ženicha jsou připojeny i podpisy sedmi svědků: mimo jiné i Alfreda Windischgrätze, Rudolfa Stadiona a Klemense Wenzela von Metternicha. Samotná svatba se odehrála o několik dní později, 17. července 1845, ve Vídni. Rodina v té době oslovovala Marii Sofii především Resi nebo Rési a to i v soukromé korespondenci.
Necelý rok po svatbě, v dubnu 1846, se páru narodil první potomek: dcera Zdeňka Karolína. Dva dny po narození byla pokřtěna a kmotrou se jí stala babička ze Zdeňkovy strany Karolína. Poté následovaly ještě čtyři další děti, přičemž poslední dcera Karolína byla o deset let mladší než nejstarší Zdeňka. Jedinou svatbou, které se Marie Sofie dožila, byl sňatek její druhé dcery s Františkem Evženem z Lobkovic, který se uskutečnil v roce 1870.
Dne 3. května 1846 byla Marie Sofie společně se starší sestrou Sofií jmenována dámou Řádu hvězdového kříže. Tento řád byl roku 1668 založen císařovnou Eleonorou Magdalenou a měl katolické šlechtičny zavazovat k plnění náboženských a charitativních povinností. Roku 1854 pak Marie Sofie získala i titul palácové dámy, který jí zajišťoval přístup ke dvoru.
Roku 1872 zemřela Mariina matka Marie Kunhuta. Marie Sofie Terezie zemřela o necelý rok později, 2. února 1873, ve Vídni. Bratr Eduard ji přežil o několik let, starší Sofie o jeden rok. Byla pohřbena v hrobce Šternberků ve Stupně (tehdy Horní Stupno).

## Potomci
- 1. Zdenka (16. 4. 1846 Vídeň – 16. 9. 1915 Malesice), manž. 1875 hrabě Karel Bedřich Schönborn (10. 4. 1840 Praha – 29. 5. 1908 Nový Dvůr)[8]
- 2. Kunhuta (13. 3. 1847 Praha – 5. 4. 1916 Křimice), manž. 1870 František Eugen z Lobkovic (15. 3. 1839 Praha – 24. 8. 1898 Křimice)[9]
- 3. Alois (13. 9. 1850 – 31. 5. 1907), svobodný a bezdětný[10]
- 4. Filip (13. 8. 1852 Březina – 18. 7. 1924 Jemniště),[11] manž. 1884 Karolína Thurn-Valsassina-Como-Vercelli (5. 10. 1863 Bleiburg – 29. 2. 1944 Podlesí)[12]
- 5. Karolína (18. 8. 1856 Březina – 1. 12. 1930 Bruneck), svobodná a bezdětná[13]